# C.D. Valverde del Majano
C.D. Valverde del Majano es un equipo español de fútbol sala con sede en Valverde del Majano (Segovia). Juega en el Grupo Norte de la División de Plata de la Liga Nacional de Fútbol Sala.